# Peter Kox
Peter Kox (ur. 23 lutego 1964 roku w Eindhoven) – holenderski kierowca wyścigowy.

## Kariera
Kox rozpoczął karierę w międzynarodowych wyścigach samochodowych w 1987 roku od startów w Brytyjskiej Formule 3 oraz Formule 3 Euro Series. Jedynie w edycji brytyjskiej, gdzie dwukrotnie stawał na podium, zdobywał punkty. Z dorobkiem siedemnastu punktów uplasował się tam na dziesiątej pozycji w klasyfikacji generalnej. W tym samym roku w Grand Prix Monako Formuły 3 był czternasty. W późniejszych latach pojawiał się także w stawce Niemieckiej Formuły Opel Lotus, Formuły 3000, Formuły GM Lotus Euroseries, Formuły Opel Lotus Benelux, GM Lotus Euroseries, Niemieckiej Formuły 3, Formuły 3000 World Cup, Brytyjskiej Formuły 2, Masters of Formula 3, Belgian Touring Car Championship, Telekom D1 ONS ADAC Tourenwagen Cup, Japanese Touring Car Championship, FIA Touring Car World Cup, Deutsche Tourenwagen Cup, 24-godzinnego wyścigu Le Mans, Global GT Championship, British Touring Car Championship, Dutch Touring Car Championship, 24 Hours of Spa-Francorchamps, FIA GT Championship, Belgian Procar, European Super Touring Cup, American Le Mans Series, European Superproduction Championship, French GT Championship, European Touring Car Championship, Le Mans Endurance Series, British GT Championship, Porsche GT3 Cup Challenge, Le Mans Series, ADAC GT Masters, Tango Dutch GT4, Lamborghini Blancpain Super Trofeo - Pro, Malaysia Merdeka Endurance Race, FIA GT3 European Cup, 24H Series, Argos Supreme Toerwagen Diesel Cup, Sportscar Winter Series, Lamborghini Super Trofeo, FIA GT1 World Championship, Belcar Endurance Championship, Campionato Italiano Gran Turismo, International GT Open, Blancpain Endurance Series, Armor All Bathurst 12 Hour, 24h Nürburgring, 24H Dubai, International V8 Supercars Championship, Supercar Challenge, Italian GT Championship, Liqui Moly Bathurst 12 Hour, Australian GT Championship, Superstars GT Sprint, Winter Series by GT Sport, FIA GT Series oraz European Le Mans Series.
W Formule 3000 Holender wystartował podczas belgijskiej rundy sezonu 1988 z brytyjską ekipą Tamchester Racing. Zajął tam siódme miejsce. Dało mu to 26 miejsce w końcowej klasyfikacji kierowców.